# Evansgambiet
Het Evansgambiet is in de opening van een schaakpartij een variant van de Italiaanse opening. Dit gambiet is ingedeeld bij de open spelen en heeft de ECO-code C51. De beginzetten van het gambiet zijn:
1. e4 e5
2. Pf3 Pc6
3. Lc4 Lc5
4. b4
Dit gambiet werd in 1826 voor het eerst door William Davies Evans in praktijk gebracht. De witspeler geeft een pion weg voor een snelle ontwikkeling. Het gambiet werd vaak door bekende grootmeesters gespeeld  in partijen om het wereldkampioenschap. Adolf Anderssen, Joseph Blackburne, Johann Zukertort, Paul Morphy en Wilhelm Steinitz speelden dit gambiet in de 19e eeuw. Bobby Fischer en Gary Kasparov speelden het in de 20e eeuw. Jacob Estrin heeft het veel gespeeld in het wereldkampioenschap correspondentieschaak.

## Varianten
Als zwart het gambiet aanneemt, dan wordt 4. ... Lxb4 5. c3 gespeeld. Weigert zwart het gambiet, dan wordt meestal of 4. ... Lb6 of 4. ... Le7 gespeeld. Zwart kan ook kiezen om een tegenaanval te plaatsen door 4. ... d5 te spelen.
| Pavlov       | 1.e4 e5 2.Pf3 Pc6 3.Lc4 Lc5 4.b4 Lb6 5.b5 Pa5 6.Pe5 Ph6 7.d4 d6 8.Lh6 de 9.Lg7              |
| Hirsbach     | 1.e4 e5 2.Pf3 Pc6 3.Lc4 Lc5 4.b4 Lb6 5.b5 Pa5 6.Pe5 Dg5                                     |
| Hicken       | 1.e4 e5 2.Pf3 Pc6 3.Lc4 Lc5 4.b4 Lb6 5.b5 Pa5 6.Pe5 Dg5 7.Df3 De5 8.Df7                     |
| Cordel       | 1.e4 e5 2.Pf3 Pc6 3.Lc4 Lc5 4.b4 Lb6 5.Lb2                                                  |
| tegengambiet | 1.e4 e5 2.Pf3 Pc6 3.Lc4 Lc5 4.b4 d5                                                         |
| Ulvestad     | 1.e4 e5 2.Pf3 Pc6 3.Lc4 Lc5 4.b4 Lb4 5.c3 Lc5 6.d4 ed 7.0-0 d6 8.cd Lb6 9.d5 Pa5 10.Lb2     |
| Morphy       | 1.e4 e5 2.Pf3 Pc6 3.Lc4 Lc5 4.b4 Lb4 5.c3 Lc5 6.d4 ed 7.0-0 d6 8.cd Lb6 9.Pc3               |
| Göringaanval | 1.e4 e5 2.Pf3 Pc6 3.Lc4 Lc5 4.b4 Lb4 5.c3 Lc5 6.d4 ed 7.0-0 d6 8.cd Lb6 9.Pc3 Pa5 10.Lg5    |
| Steinitz     | 1.e4 e5 2.Pd3 Pc6 3.Lc4 Lc5 4.b4 Lb4 5.c3.Lc5 6.d4 ed 7.0-0 d6 8.cd Lb6 9.Pc3 Pa5 10.Lg5 f6 |
| Cordel       | 1.e4 e5 2.Pf3 Pc6 3.Lc4 Lc5 4.b4 Lb4 5.c3 Le7 6.d4 Pa5                                      |
| Potter       | 1.e4 e5 2.Pf3 Pc6 3.Lc4 Lc5 4.b4 Lb4 5.c3 La5 6.d4 ed 7.0-0 dc                              |
| Tartakower   | 1.e4 e5 2.Pf3 Pc6 3.Lc4 Lc5 4.b4 Lb4 5.c3 La5 6.d4 d6 7.Db3                                 |
| Levenfish    | 1.e4 e5 2.Pf3 Pc6 3.Lc4 Lc5 4.b4 Lb4 5.c3 La5 6.d4 d6 7.Db3 Qd7 8.de de 9.0-0 Lb6 10.La3    |
| Richardson   | 1.e4 e5 2.Pf3 Pc6 3.Lc4 Lc5 4.b4 Lb4 5.c3 La5 6.0-0 Pf6 7.d4 0-0 8.Pe5                      |
| Lasker       | 1.e4 e5 2.Pf3 Pc6 3.Lc4 Lc5 4.b4 Lb4 5.c3 La5 6.0-0 d6 7.d4 Lb6                             |
| Alapin       | 1.e4 e5 2.Pf3 Pc6 3.Lc4 Lc5 4.b4 Lb4 5.c3 La5 6.0-0 d6 7.d4 Lg4                             |